# Relations entre l'Autriche et la France
Les relations entre l'Autriche et la France sont des relations internationales s'exerçant au sein de l'Union européenne entre deux États membres de l'Union européenne, la République d'Autriche et la République française. Elles sont structurées par deux ambassades, l'ambassade de France en Autriche  à Vienne et l'ambassade d'Autriche en France à Paris, ainsi que par des instituts culturels tels que l'Institut français d'Autriche-Vienne.
En outre, l'Autriche dispose d'un consulat général à Strasbourg et de consulats honoraires à Ajaccio, Bordeaux, Lille, Lyon, Marseille, Nice, Papeete et Toulouse. La France a des consulats honoraires à Brégence, Groß Sankt Florian, Innsbruck, Klagenfurt, Linz et Salzbourg.

## Histoire

### Relations entre la France et les Habsbourg

#### Conflit pour la suprématie en Europe
Depuis la seconde moitié du XIVe siècle, l’État bourguignon a commencé à se former sur le territoire de l'ancienne Lotharingie des deux côtés de la frontière linguistique franco-allemande. La Bourgogne était composée de pays traditionnels différents – lesquels n'étaient pas unifiés nationalement, économiquement ou culturellement – et devint au XVe siècle une puissance européenne. Le nouvel État était surnommé le « Grand Duché de l'Ouest » car il dépassait en puissance et en richesse la plupart des monarchies européennes. Toutefois, ce qu'il manquait à ce duché était une couronne royale. Cependant, Charles le Téméraire essaya de changer cela en établissant des relations entre la Bourgogne et les Habsbourg grâce auxquelles il espérait établir une royauté.
Lorsqu'en janvier 1477, Charles le Téméraire tomba à la bataille de Nancy sans laisser d'héritier mâle, l'autonomie du duché de Bourgogne prit fin. Charles le Téméraire avait déjà donné la promesse que sa fille, Marie de Bourgogne, allait épouser Maximilien Ier, fils de l'empereur Frédéric III, ce qui arriva la même année. Cependant, ce mariage allait précipiter la France et les Habsbourg dans un conflit qui dura des siècles.
Maximilien Ier réclame des droits d'héritage sur la Bourgogne au nom de son mariage avec son héritière Marie de Bourgogne, tout comme le roi de France Louis XI, un Valois lesquels sont originaires de Bourgogne. Cela entraîna, de 1477 à 1482 et de 1487 à 1493, la guerre de Succession de Bourgogne. En 1493, le traité de Senlis fut conclue par le roi Charles VIII de France. Maximilien conserve alors la plupart des territoires bourguignon au sein du Saint-Empire romain germanique.
Du mariage de Maximilien Ier et de Marie de Bourgogne naquit en 1478 Philippe Ier le Beau, dont la naissance contribua à consolider le règne des Habsbourg en Bourgogne. En 1496, Philippe Ier épousa Jeanne Ire de Castille, fille des rois catholiques Isabelle de Castille et Ferdinand d'Aragon. En plus des territoires de la péninsule ibérique, l'empire espagnol s'étendait dans le Sud de l'Italie (Sardaigne, Naples et Sicile) ainsi qu'aux colonies d'outre-mer récemment découvertes. Le contexte politique de ces ouvertures dynastiques était la formation d'une alliance contre la France. Cela a resserré la rivalité entre les Habsbourg et les Français.
En raison des morts subites de ses parents, Jeanne devint la seule héritière de la couronne d'Espagne unis, ce qui plaça Philippe Ier dans une situation similaire que son père en Bourgogne : il était le prince consort de l'héritière. Leur fils, Charles Quint régna sur les Flandres bourguignonnes à partir de 1515 et, l'année suivante, sur le royaume d'Espagne. Ceci permit à la maison des Habsbourg de réunir plusieurs couronnes et de concentrer les revendications territoriales. La France se voyait encerclée : au sud la péninsule Ibérique et la montée en puissance espagnole et, au nord et à l'est, le long de la frontière entre la France et le Saint-Empire romain germanique, un ensemble de territoires ayant fait partie de l'héritage bourguignon. Les efforts français afin de mettre un terme à cet encerclement conduisirent à plus de 240 ans de conflits armés entre les Habsbourg et la France – les guerres d'Italie (1494-1559), la guerre de Trente Ans (1618-1648), jusqu'à la guerre de Succession d'Espagne (1701-1714) – qui prirent fin avec les traités d'Utrecht (1713), de Bade et de Rastatt (1714). Ces traités sont à la base d'un système européen basé sur l'idée d'équilibre des intérêts politiques.

#### Renversement des alliances
La montée en puissance de la Prusse, notamment par le renforcement de l'armée sous Frédéric-Guillaume Ier et la reprise de la Silésie durant la Première guerre de Silésie (1740-1742), créa des tensions entre les Habsbourg et la Prusse. Les Habsbourg cherchèrent alors un allié chez leur rivale historique, la France. De son côté, à partir du milieu du XVIIIe siècle, la France rivalisait de plus en plus avec l'Angleterre, tant en Europe que dans les colonies. À la suite du traité de Westminster de 1756 entre l'Angleterre et la Prusse, la France a cherché à se rapprocher des Habsbourg. Cet évènement, portant les noms de « révolution diplomatique », « retournement des alliances » ou de « renversement des alliances », est un changement fondamental dans l'ordre européen. En février de cette même année, la guerre de Sept Ans débuta par l'attaque française contre les îles Britanniques et sur l'île de Minorque (bataille de Minorque). Le 1er mai 1756, le premier traité de Versailles établit officiellement une alliance défensive entre l'Autriche et la France. Officieusement, le traité prévoyait un assaut contre la Prusse. Durant l'été 1759, la Russie rejoignit l'alliance. Le traité prévoyait une aide mutuelle entre les troupes. Un an après, le 1er mai 1757, un deuxième traité de Versailles fut signé. Ce second traité assurait l'acquisition par la France de plusieurs villes des Pays-Bas autrichiens. En retour, la France fournissait à l'Autriche 130 000 hommes, payait 12 millions de florins aux Habsbourg et reconnaissait que la Silésie et Glatz faisait partie du territoire de la monarchie des Habsbourg. La guerre de Sept Ans prit fin en 1763 et confirma le statu quo. La Silésie et Glatz restèrent des possessions prussiennes et les terres héréditaires autrichiennes continuèrent d'appartenir à l'Autriche.

#### Mariage de Marie-Antoinette et Louis XVI
Le mariage de Marie-Antoinette d'Autriche avec Louis XVI de France marqua la fin du conflit entre l'Autriche et la France.

#### Révolution française

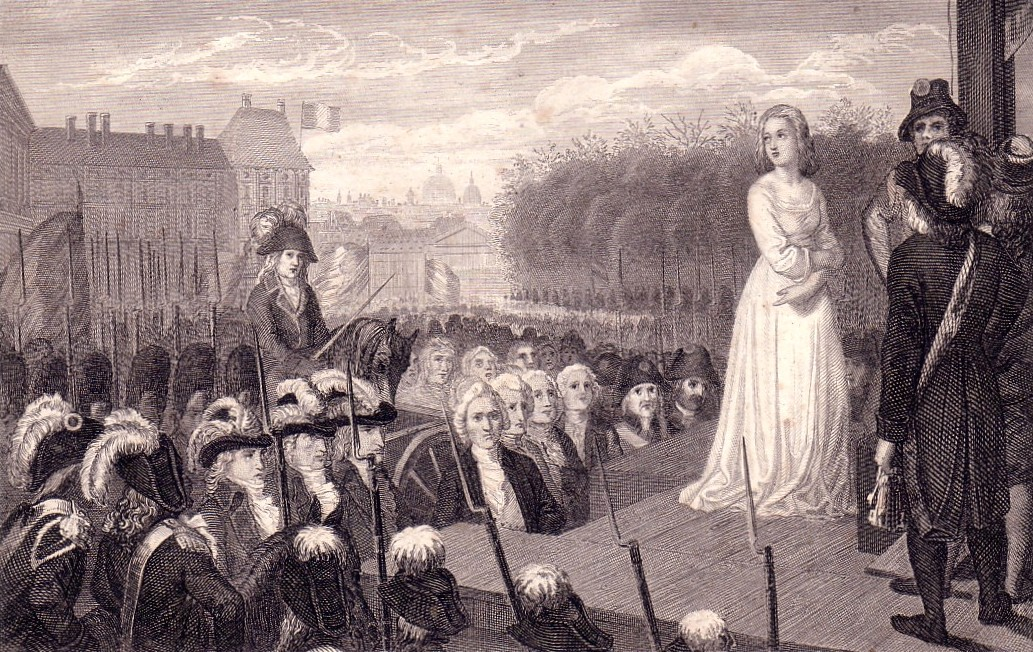
Exécution de Marie-Antoinette.

L'empereur Léopold II avait dans un premier temps une opinion positive de la Révolution française, mais en 1791 sa sœur Marie-Antoinette lui demanda d'intervenir militairement et de mettre fin à la révolution. L'empereur refusa et, en conséquence, les 20 et 21 juin 1791, la famille royale de France tente de fuir. Elle fut interceptée à Varennes et ramenée à Paris. Le 3 septembre de cette année, la monarchie constitutionnelle fut proclamée. En réaction, l'empereur Léopold II et le roi de Prusse Frédéric-Guillaume II de Prusse proclament la destruction de la Révolution française. En conséquence, la France déclara la guerre à la Prusse avec l'approbation de la population. Lors de la bataille de Valmy du 20 septembre 1792, l'armée révolutionnaire repoussa les forces de la coalition. L'exécution de Louis XVI et de Marie-Antoinette en 1793 entraîna d'autres puissances, dont l'Angleterre, dans la guerre contre la France. L'exécution de Marie-Antoinette entérina l’inimité de Joseph II de Habsbourg contre la France révolutionnaire.

#### Première et deuxième guerre de la coalition
Avec la déclaration de Pillnitz de 1791, l'Autriche et la Prusse ont uni leurs forces pour soutenir le roi Louis XVI durant la Révolution française. Cette alliance s'est élargie au XVIIIe siècle à d'autres puissances européennes afin de contenir les effets de la Révolution française.
Avec la déclaration de guerre à la France du 20 avril 1792, la Guerre de la première coalition débuta. Elle prit fin le 17 octobre 1797 par la conclusion du traité de Campo-Formio entre la France et l'Autriche. Le Congrès de Rastatt de 1797 à 1799 devait permettre d'entamer la discussion visant à exécuter les décisions prises lors de la conclusion du paix. Cependant, l'attentat contre les ambassadeurs français entraîna le début des guerres napoléoniennes, relançant le conflit militaire entre la France et l'Autriche. Le 14 juin 1800, la bataille de Marengo eut lieu dans le nord de l'Italie sous contrôle français et se conclut par une victoire décisive sur l'Autriche. La même année, la bataille de Hohenlinden eut lieu. Les Français battirent l'armée autrichienne et ainsi ont pu envahir l'Autriche. Celle-ci fut contrainte de signer un traité de paix, le traité de Lunéville, permit à la France d'obtenir la rive gauche du Rhin et la reconnaissance des conséquences de la Révolution française, notamment les Républiques sœurs et le royaume d'Étrurie.

### XIXesiècle

#### Guerres napoléoniennes

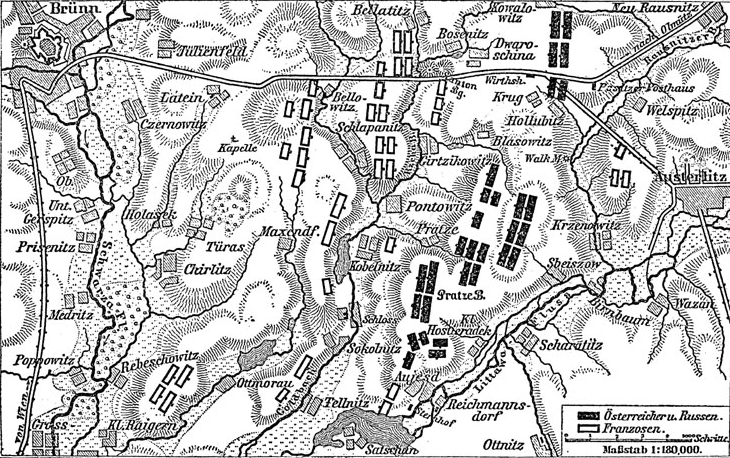
Plan de bataille d'Austerlitz.

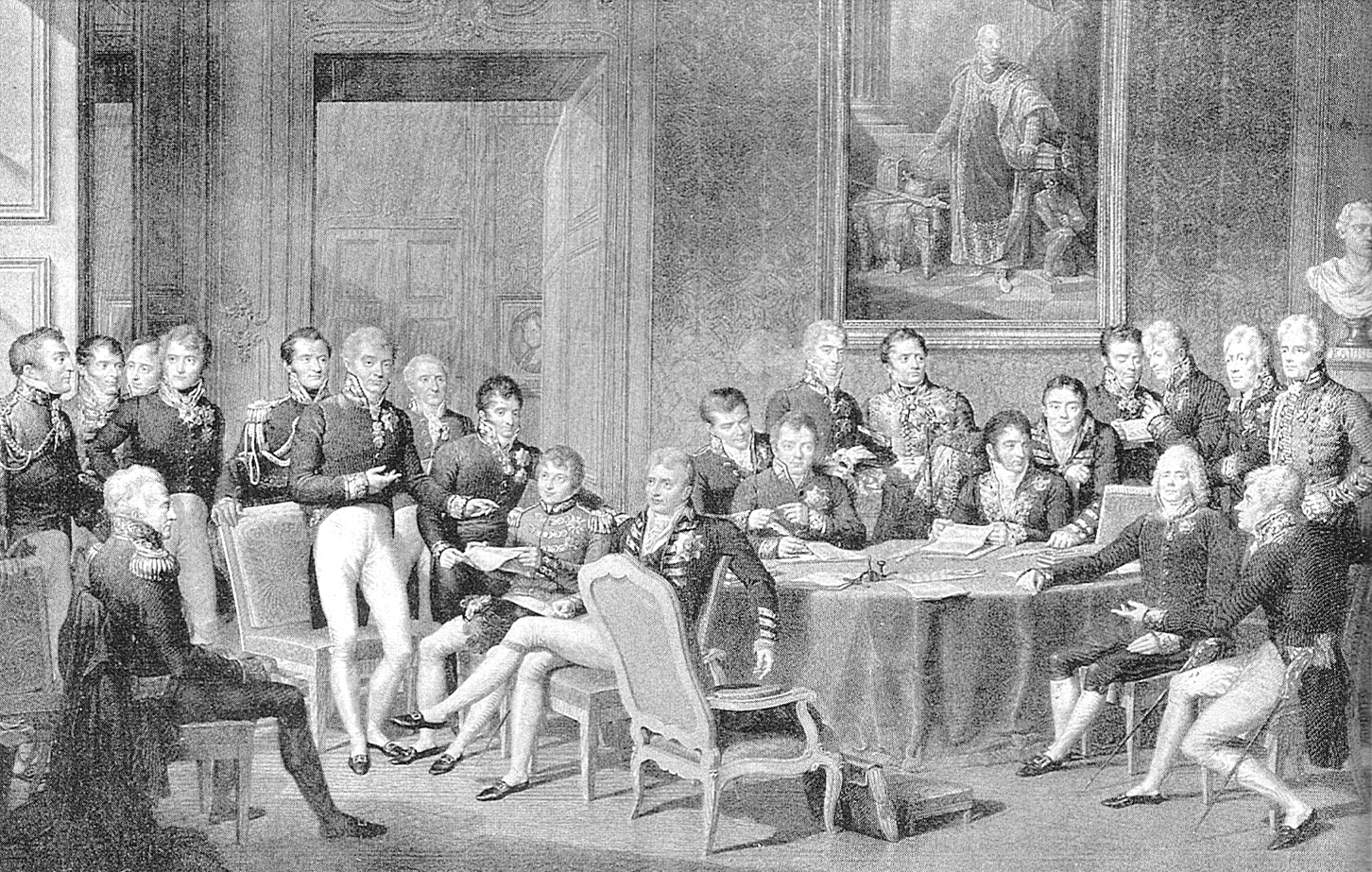
Le congrès de Vienne.

En 1804, Napoléon Bonaparte fut intronisé Empereur des Français ce qui eut pour réponse du côté autrichien la proclamation de l'empire d'Autriche par François II, qui prit le nom de François Ier d'Autriche.
En 1805, l'Autriche a rejoint l'alliance de la Grande-Bretagne, de la Russie et de la Suède pendant la troisième guerre de la coalition pour libérer la Hollande et la Suisse napoléonienne. En août 1805, la France demanda à l'Autriche de retirer ses troupes du Tyrol et de Vénétie. L'empereur François Ier refusa et Napoléon conclut une alliance avec l'Espagne et les souverains du sud de l'Allemagne. Le 22 septembre, après l'invasion de la Bavière par l'Autriche, la France déclara la guerre à l'empire d'Autriche et, le 25 septembre, Napoléon franchit le Rhin. Après leur victoire à la bataille d'Elchingen, les Français se sont déplacés vers Vienne. Le 2 décembre 1805, bataille d'Austerlitz a lieu entre Brno et Austerlitz. Les troupes autrichiennes et russes furent vaincues et Napoléon déménagea son siège au château d'Austerlitz. Il conclut une trêve avec l'empereur François Ier et le retrait des troupes russes fut décidé. Cette troisième guerre de la coalition prit fin le 15 décembre 1805 par la signature du traité de Schönbrunn qui causa de lourdes pertes territoriales à l'Autriche. Ce traité de paix conduisit à la dissolution du Saint-Empire romain germanique après que Napoléon a exigé que François II dépose la couronne impériale. Un an plus tard, la confédération du Rhin fut créée à l'initiative de Napoléon.
Après ses succès à la bataille d'Abensberg, à la bataille d'Eckmühl et à la bataille de Ratisbonne, Napoléon dirigea, le 13 mai 1809, son armée vers Vienne. La bataille d'Esslingse déroula à l'est de Vienne. Cette bataille marque la première défaite de Napoléon sur le champ de bataille, bien qu'elle maintint un statu quo stratégique. Cependant, Napoléon gagna les batailles suivantes face à l'Autriche et obtint un cessez-le-feu à Znaïm. Le 14 octobre 1809, un nouveau traité de Schönbrunn fut signé entre Napoléon et l'empereur François Ier. Ce traité reconnaissait les conquêtes françaises et prévoyait également le soutien autrichien aux blocus français contre l'Angleterre. La participation aux guerres napoléoniennes épuisa les finances de l’État autrichien, conduisant à la faillite de l'Autriche en 1811. Afin de consolider la situation politique, Klemens Metternich soutint le mariage de Marie-Louise d'Autriche, la fille de François Ier, à Napoléon en 1810. Cette alliance obligea l'Autriche à participer à la campagne de Russie en 1812.
En 1813, l'Autriche et la Prusse s'engagèrent de nouveau dans la guerre contre la France afin de mettre fin définitivement à la suprématie française en Europe. En octobre de cette même année, l'alliance de la Russie, de l'Autriche et de la Prusse permit de battre l'empereur français lors de la bataille de Leipzig. Au congrès de Châtillon, les alliés proposèrent la paix mais les exigences de la partie française, jugées inacceptables, les conduisirent à interrompre la discussion. La guerre se poursuit et, à la bataille d'Arcis-sur-Aube, Napoléon est finalement vaincu.
Le 31 mars 1814, les troupes confédérées prennent Paris et Napoléon doit abdiquer. Le traité de Fontainebleau, conclu par l'Autriche, la Russie, la Prusse et Napoléon entraîne son bannissement sur l'île d'Elbe et assure à l'impératrice Marie-Louise l'entière autonomie des duchés italiens de Parme, de Plaisance et Guastalla. Entre le mois de septembre 1814 et le 9 juin 1815, le congrès de Vienne se tiendra sous la direction du ministre autrichien des Affaires étrangères, le prince Metternich, dont l'objectif est la réorganisation de l'Europe après la défaite de Napoléon.

#### Révolution de 1848
En février 1848, la révolution française de 1848 se termine et la Deuxième République française est proclamée. L'esprit de la révolution se ressentait en Autriche, si bien que la même année une révolution se produisit. Elle resta infructueuse et le néo-absolutisme perdura.
Dans le domaine de la politique étrangère, la monarchie de Habsbourg était menacée de plusieurs dangers : les relations avec la Prusse était difficiles, notamment sur le plan économique, et l'Angleterre et la Russie voyaient l'Autriche comme un ennemi (notamment depuis que l'Autriche n'avait pas soutenue la Russie dans la guerre de Crimée. La France napoléonienne était prête à entrer en guerre avec l'Autriche afin de sécuriser le nord de l'Italie et le royaume de Lombardie-Vénétie.

#### Guerre franco-allemande de 1870-1871
La guerre franco-allemande de 1870, lors de laquelle les États du Sud de l'Allemagne ont soutenu la Prusse, s'est conclue par une victoire rapide et claire et conduisit à la proclamation de Guillaume Ier en 1871 et à l'émergence de l'Empire allemand. Après la défaite, l'empereur Napoléon III fut déposé et le régime passa à la Troisième République.

#### Politique d'alliance en Europe
Après les années 1870, la politique d'alliance a conduit à la mise en place de deux blocs ennemis. Les relations entre les États européens étaient difficiles, ce qui rendait le risque de guerre élevé. En 1878, la monarchie des Habsbourg et l'Empire allemand ont conclu la Duplice. Celle-ci s'est développée en 1882 avec l'adhésion de l'Italie à l'alliance, formant la Triplice, puis en 1883 par l'adhésion de la Roumanie. Les interactions entrent ces pays furent conflictuelles en raison des nombreuses tensions entre les deux nouveaux alliés et la monarchie des Habsbourg. L'alliance adverse a commencé à se former à partir de 1894 entre la France et la Russie, puis elle fut suivie par l'alliance entre la France et l'Angleterre en 1904. Enfin, en 1907, l'Angleterre et la Russie conclurent une alliance, la convention anglo-russe de 1907. Lors de la Première Guerre mondiale, ces trois alliés furent connus sous le nom de « Triple-Entente ».

### XXesiècle

#### Première Guerre mondiale

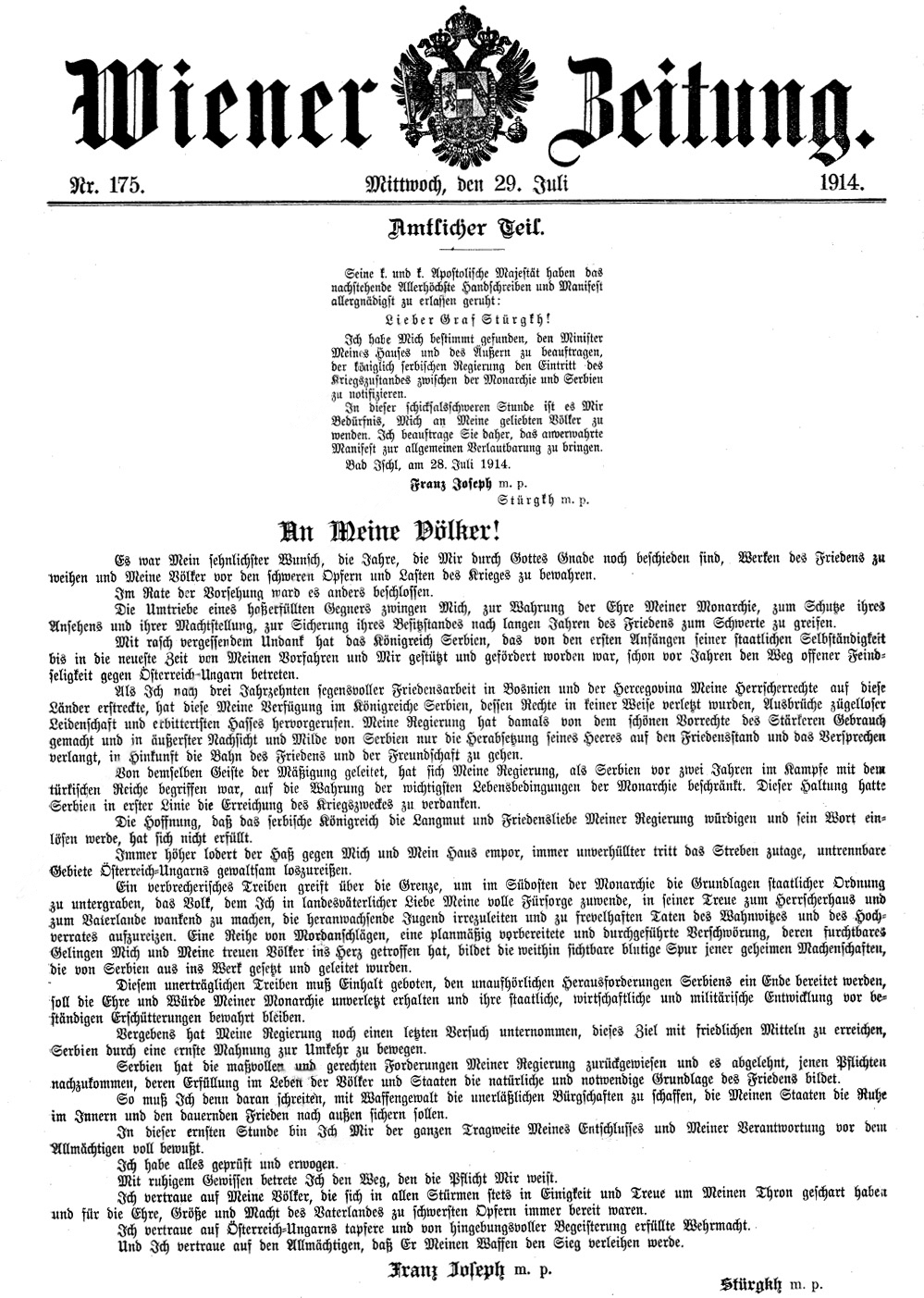
Déclaration de guerre de l'Autriche-Hongrie à la Serbie.

Après l'attentat de Sarajevo du 28 juin 1914 et la crise de juillet qui s'ensuivit, la Première Guerre mondiale commença le 28 juillet 1914 avec la déclaration de guerre de l'Autriche-Hongrie contre la Serbie. L'Allemagne soutint son allié face à la Serbie, qui quant à elle fut soutenue par la Russie. L'Allemagne déclare par la suite la guerre à la Russie et à la France. En raison de l'entrée des troupes allemandes en Belgique puis en France, l'Angleterre déclare la guerre à l'Allemagne. Les troupes austro-hongroises furent envoyées au front occidental comme soutien militaire du Reich allemand en Belgique et en France. Les alliés de la Triplice, l'Italie et la Roumanie, sont dans un premier temps restés neutres mais se sont ensuite alliés à la Triple-Entente.
Le 3 novembre 1918, le cessez-le-feu fut instauré. Il signifiait la victoire de la Triple-Entente et l'effondrement des puissances centrales.

#### Entre-deux guerres

##### Après la disparition de l'Autriche-Hongrie
Les relations entre l'Autriche et la France durant l'entre-deux-guerres furent influencées par les conséquences de la Première Guerre mondiale. Avec le traité de Saint-Germain, entré en vigueur en 1920, la fin de l'Autriche-Hongrie est scellée. Dans les difficiles négociations du traité de paix de 1919, la France défendit une Autriche indépendante à laquelle il était interdit de rejoindre l'Allemagne. Après l'expérience de la Première Guerre mondiale, l'objectif de cette position était notamment d'éviter l'émergence d'un nouveau bloc allemand. La France était également opposée à la restauration des Habsbourg en Autriche, en se fondant sur le principe « Ni Anschluss ni Habsbourg ! » (« Weder Anschluss noch Habsburg! »).
Outre les intérêts politiques, la France avait des intérêts économiques considérables en Autriche tant dans le secteur bancaire que dans l’industrie. En renforçant une fédération du Danube, la France espérait disposer d'un centre économique bien connecté auquel elle aurait participé en se basant à Vienne. Pour atteindre cet objectif, la Commission française de réparations a été transformée en une commission de secours et de reconstruction. Dans le même temps, la politique d'aide française a toujours été une politique de puissance. Au cours de la crise autrichienne de crédit en 1931, la France ne fut disposé à aider l'Autriche que si elle renonçait à ses projets d'union douanière avec l'Allemagne. Dans les obligations de la Société des Nations (SdN), une série d'obligations souscrites par certains États en vue d'être accepté dans la SdN de 1923 et 1932, la France insista pour que l'Autriche s'engage au moins 20 ans à ne pas rejoindre l'Allemagne.

## Sources
- (de) Cet article est partiellement ou en totalité issu de l’article de Wikipédia en allemand intitulé « Französisch-österreichische Beziehungen » (voir la liste des auteurs).

## Compléments